# Itagaki Nobukata
Itagaki Nobukata (jap. 板垣 信方; * 1489; † 23. März 1548) war ein Gefolgsmann und Truppenführer der Takeda (Klan). Für seinen Namen wurde auch die Schreibweise mit den Kanji 信形 benutzt, bei gleicher Aussprache. Nobukata diente unter Takeda Nobutora und Takeda Shingen und kümmerte sich bereits um den heranwachsenden Shingen (damals noch Harunobu) in dessen Jugend. Er war bekannt als einer der „24 Generäle“.

## Aufstieg
1541 als Nobutora, genau wie Amari Torayasu von der Führerschaft des Klans verdrängt wurde, zeigte er sich gegenüber dem jungen Shingen, der in einer Art Putsch die Position seines Vaters übernahm, loyal. Shingen hatte zu seinem Mentor und treuen Gefährten ein gutes Verhältnis, weshalb er ihm das Kommando über die eigenen Truppen anvertraute, wenn er selbst nicht in die Schlacht ziehen konnte. 1542 tötete er eigenhändig Takato Yoritsugu in der Schlacht von Ankokuji, kurz nach der Belagerung von Fukuyo. 1545 nahm er erfolgreich die Burg Takato ein. 1546 besiegte er Uesugi Norimasa in der Schlacht von Usui Toge. Mit diesen Siegen war er maßgeblich für die Erlangung der Kontrolle über die Provinz Shinano verantwortlich und erwies so seine taktische Fähigkeit.

## Fall
Im Jahr 1547 wurden Nobukata und seine Truppen in einer Schlacht mit den Murakami (Klan) fast vollständig ausgelöscht, und ohne die zeitige und energische Rettung durch eine Truppe unter Hara Toratane wäre Nobukata wahrscheinlich selbst gefallen. Shingen widmete ihm daraufhin ein Waka, um ihn zur Selbstkorrektur zu ermutigen:
誰もみよ 満つればやがて 欠く月の 十六夜ふ穴や 人の世の中
Dare mo miyo mitsureba yagate kaku tsuki no izayofu ana ya hito no yo no naka
(Übertragung) „Jedermann sieht, dass selbst der wunderschöne Vollmond anfängt, seine Form zu wechseln, abnehmend mit dem Verlauf der Zeit. Selbst in unseren menschlichen Augen, die Dinge sind, wie sie sind.“
1548, während der Schlacht von Uedahara, ließ Nobutaka von der Verfolgung seiner Feinde ab, sich schon im Siege wähnend, und beorderte seine Truppen zurück, um den Sieg zu feiern. Dies ermöglichte den Truppen der Murakami eine Reorganisation und einen gezielten Gegenangriff, der schließlich Nobutaka und Amari Torayasu zum Opfer fielen.
Der Politiker der Meiji-Zeit, Itagaki Taisuke war der Nachfahre 12. Generation von Itagaki Nobukata.

## In den Medien
Im Jahr 2007 veröffentlichte der Fernsehsender NHK das Taiga drama Fūrinkazan, Itagaki wird von Chiba Shin’ichi dargestellt.